# مارك هيل (لاعب كرة قاعدة)
مارك هيل (بالإنجليزية: Marc Hill)‏ هو لاعب كرة قاعدة أمريكي، ولد في 18 فبراير 1952 في إلسبري في الولايات المتحدة.

## وصلات خارجية
- مارك هيل على موقعبيزبول رفرنس.كوم (الدوري الرئيسي) (الإنجليزية)